# Dyschirus ceberus
Dyschirus ceberus är en skalbaggsart som beskrevs av Helen K. Larson. Dyschirus ceberus ingår i släktet Dyschirus och familjen jordlöpare. Inga underarter finns listade i Catalogue of Life.